# Eotaleporiini
De Eotaleporiini zijn een geslachtengroep van vlinders in de familie van de zakjesdragers (Psychidae).
Het enige geslacht binnen deze geslachtengroep is het monotypische geslacht Eotaleporia Sauter, 1986.